# Александар Радуновић
Александар Радуновић Попај је црногорски композитор и члан групе "Перпер" као и члан групе The Books of Knjige.

## Биографија
Александар Радуновић је рођен 1971. године на Цетињу. Ожењен је и има двоје деце. 
Студент је специјалистичких студија на ФДУ Цетиње, одсек драматургија. Радио је музику за седамнаест позоришних представа.
Са групом „Перпер“ је објавио седам албума, а са Буксовицма један. 
Уз остале чланове групе „The Books of Knjige“, од 1995. године на подгоричком радију Антена М, ради као водитељ једне од најслушанијих емисија у региону. Од јануара 2016. године ради као асистент на ФДУ Цетиње, на предмету сценарио.